# 진 (규성)
진(陳, 기원전 1046년 ~ 기원전 478년)은 중국 주나라 때 존속했던 제후국 중의 하나이다. 수도는 지금의 허난성 저우커우 시 화이양 현인 완구(宛丘)이며, 성씨는 규성(嬀姓)이며 작위는 후작이다. 초대 군주는 호공(胡公)으로 그는 순(舜) 임금의 후손이며 알보(閼父)의 아들이라고 한다. 25대 군주인 민공(閔公) 때 초(楚)나라에게 멸망당했다.

## 진의 건국
대대로 도공으로 일했는데, 그의 가문이 만든 도기들이 백성들의 생활에 아주 큰 도움이 되었기에 이를 치하하는 의미로 무왕이 읍강을 호공의 아내로 삼게 했다고 한다.
무왕은 호공에게 완구 일대를 봉하고, 후작의 작위를 내렸다.

## 진의 흥망
춘추시대에 접어들면서 주변의 제후국들이 강성해졌으나 그 성장세를 따라잡지 못해 약소국으로 전락했다. 그래서 진나라는 주변국들의 압박에 시달렸는데, 특히나 강국이었던 초나라가 이웃해 있었기 때문에, 진나라는 항상 초나라에게 휘둘리다 결국 멸망당했다.

### 멸국치현
진나라는 세 번의 멸국치현(滅國置縣, 나라를 없애고 현으로 만듬)을 겪었다. 첫 번째는 기원전 599년에 군주가 시해되는 내란이 발생하자, 초 장왕(楚莊王)이 이를 틈타 일시적으로 멸국치현 하였으나, 곧 다시 복국되었다. 두 번째는 기원전 534년에 군위 계승을 두고 내란이 발생하자, 초 영왕(楚靈王)이 진나라를 일시적으로 멸국치현 하였다. 기원전 529년, 초 영왕을 몰아내고 새로 등극한 초 평왕(楚平王)에 의해 진나라는 다시 복국되었다. 세 번째는 기원전 478년에 초 혜왕(楚惠王)이 무성윤(武城尹) 공손 조(朝)를 시켜 멸국치현 하였다. 진나라는 여기서 끝내 다시 재건되지 못했다.
멸망한 진나라의 공족(公族)과 백성들은 진 여공의 아들 진완의 후손이 권력을 잡은 제(齊)나라로 망명하여, 고국의 이름을 따서 진(陳)을 성으로 삼았다. 이것이 바로 현재 중국과 한국, 일본에 분포하고 있는 모든 진씨의 시초라고 전한다.
진나라는 25대 679년 만에 멸망하였으며, 역사 기록은 사기(史記) 진기세가(陳杞世家)와 춘추좌씨전(春秋左氏傳) 등에 전한다.

## 역대 군주
| 대수 | 시호        | 이름        | 재위                         |
| ---- | ----------- | ----------- | ---------------------------- |
| 1    | 호공 (胡公) | 만 (滿)     | 기원전 1046년 ~ 기원전 986년 |
| 2    | 신공 (申公) | 서후 (犀侯) | 기원전 985년 ~ 기원전 961년  |
| 3    | 상공 (相公) | 고양 (皐羊) | 기원전 960년 ~ 기원전 939년  |
| 4    | 효공 (孝公) | 돌 (突)     | 기원전 938년 ~ 기원전 905년  |
| 5    | 신공 (愼公) | 어융 (圉戎) | 기원전 904년 ~ 기원전 855년  |
| 6    | 유공 (幽公) | 녕 (寧)     | 기원전 854년 ~ 기원전 832년  |
| 7    | 희공 (僖公) | 효 (孝)     | 기원전 831년 ~ 기원전 796년  |
| 8    | 무공 (武公) | 령 (靈)     | 기원전 795년 ~ 기원전 781년  |
| 9    | 이공 (夷公) | 열 (說)     | 기원전 780년 ~ 기원전 778년  |
| 10   | 평공 (平公) | 섭 (燮)     | 기원전 777년 ~ 기원전 755년  |
| 11   | 문공 (文公) | 어 (圉)     | 기원전 754년 ~ 기원전 745년  |
| 12   | 환공 (桓公) | 포 (鮑)     | 기원전 744년 ~ 기원전 707년  |
| 13   |             | 타 (佗)     | 기원전 707년 ~ 기원전 706년  |
| 14   | 여공 (厲公) | 약 (躍)     | 기원전 706년 ~ 기원전 700년  |
| 15   | 장공 (莊公) | 림 (林)     | 기원전 699년 ~ 기원전 693년  |
| 16   | 선공 (宣公) | 저구 (杵臼) | 기원전 692년 ~ 기원전 648년  |
| 17   | 목공 (穆公) | 관 (款)     | 기원전 647년 ~ 기원전 632년  |
| 18   | 공공 (共公) | 삭 (朔)     | 기원전 631년 ~ 기원전 614년  |
| 19   | 영공 (靈公) | 평국 (平國) | 기원전 613년 ~ 기원전 599년  |
| 20   | 성공 (成公) | 오 (午)     | 기원전 598년 ~ 기원전 569년  |
| 21   | 애공 (哀公) | 닉 (溺)     | 기원전 568년 ~ 기원전 534년  |
| 22   |             | 류 (留)     | 기원전 534년                 |
| 23   | 혜공 (惠公) | 오 (吳)     | 기원전 529년 ~ 기원전 506년  |
| 24   | 회공 (懷公) | 류 (柳)     | 기원전 505년 ~ 기원전 502년  |
| 25   | 민공 (閔公) | 월 (越)     | 기원전 501년 ~ 기원전 478년  |